# Крекінг-установки у Гірині
Крекінг-установки у Гірині — складові частини нафтопереробного та нафтохімічного майданчику компанії PetroChina (належить державній China National Petroleum Corporation), розташованого на північному сході країни в провінції Цзілінь (Гірин).
З 1957 року в Гірині діяв нафтопереробний завод, який на початку 1990-х доповнили установкою парового крекінгу, здатною випускати 115 тисяч тонн етилену на рік. В подальшому її потужність довели до 150 тисяч тонн та спорудили другу, більшу установку з показником у 380 тисяч тонн. В 2005-му останню також модернізували, надавши їй можливість випускати 600 тисяч тонн етилену на рік. Використання як сировини для піролізу газового бензину та важких залишків гідрокрекінгу дозволяє одночасно продукувати великі об'єми бутадієну і пропілену.
Отриманий етилен спрямовують на виробництво поліетилену високої щільності (300 тисяч тонн), лінійного поліетилену низької щільності (275 тисяч тонн), мономеру стирену (560 тисяч тонн) і оксиду етилену (40 тисяч тонн). Пропілен необхідний для ліній акрилонітрилу загальною потужністю 424 тисячі тонн (належать Jihua Group), виробництва н-бутанолу (128 тисяч тонн), заводу фенолу та ацетону (120 тисяч тонн).
Під час модернізації 2005 року запустили установку виділення бутадієну потужністю 140 тисяч тонн, при цьому попередній об'єкт подібного призначення з показником 70 тисяч тонн призначили на злам. А станом на 2019-й за цим майданчиком рахувалась здатність продукувати 189 тисяч тон бутадієна.